# Celiohøjen
Celiohøjen (Latin: Collis Caelius; Italiensk: Celio), undertiden også omtalt som Caelian-højen, er en af de berømte syv høje i Rom.

## Geografi
Celiohøjen er et moderat langt forbjerg som er 2 km langt, 400 m til 500 m bredt og 50 m højt i parken nær Claudius' Tempel. Højen har udsigt over et plateau, hvorfra Esquilin-, Viminal- og Quirinalhøjene også rejser sig.
Caeliolus (også benævnt Caeliculus eller Caelius Minor) svarer til en del af højen, måske den vestligste, mod dalen der huser Colosseum, eller den der nu er optaget af Basilica dei Santi Quattro Coronati.

## Historie

### Arkaisk tidsalder
Under Tullus Hostilius' regeringstid (r. 672 – 640 f.Kr.) blev hele befolkningen i Alba Longa tvangsforflyttet til Celiohøjen. I henhold til en tradition, der er fortalt af Varro, fik højen sit navn fra den etruskiske folkehelt Caelius Vibenna, fordi han enten bosatte sig der eller blev æret posthumt af sin ven Servius Tullius. Andre forfattere har forbundet navnet med det latinske caelum, "himmel". Ikke desto mindre var højens tidligere navn sandsynligvis Querquetulanus mons på grund af overfloden af egetræer (latin: Quercus). Forskning antyder, at navnet Querquetulani eksisterede som en betegnelse for de tidligere indbyggere i Caelius, i før-etruskiske tider.
Mons Caelius ville være blevet inkluderet i byens omkreds under Ancus Marcius' regeringstid (r. 640 – 616 f.Kr.). Listen over Septimontium nævner den, og den var en del af det 1. bykvarter (Suburana) i opdelingen lavet af Servius Tullius. I den senere augustanske opdeling blev det til Regio II Caelimontium.

### Republikansk periode
I perioden for den Romerske Republik (såvel i perioden Romerske Kejserrige) var Celiohøjen et mondænt boligområde og stedet for de velhavendes residenser. Et afsnit af Plinius den Ældres Naturalis Historia som siger, at: "Hvem var den første til at indkapsle væggene af huse i Rom med marmor", bevidner dette.
Det meste af højen lå uden for grænsen for pomerium, hvilket gjorde, at det var tilladt at bygge templer til udenlandske guddomme, såsom Minerva Captas Tempel eller Dianas gamle Sacellum.
Nogle grave, såsom gravkammeret i Via Celimontana, lige før Piazza di San Giovanni in Laterano, går tilbage til denne periode.

### Kejserperioden
Under Augustus var Celiohøjen en af de 14 regioner af byen, kaldet Caelimontium. Området mellem Laterankirken og Porta Maggiore blev inkluderet i Regio V (Esquiliae), selvom det fysisk er en del af højen.
På det højeste punkt af siden, der vender mod Colosseum, blev Claudius' Tempel opført på en enorm støtteplatform. Det blev dedikeret til kejser Claudius og påbegyndt af hans enke Agrippina efter hans død og guddommeliggørelse i 54 e.Kr. Det blev dog først endeligt færdiggjort under Vespasians regeringstid. Nero tilføjede en storslået nymfaeum (trindelt vandfontæne) til den østlige støttemur af denne platform med halvcirkelformede og rektangulære nicher. Vandet til at forsyne denne fontæne blev leveret af en særlig gren af Aqua Claudia, kaldet Arcus Neroniani, som strakte sig 2 kilometer vest fra Claudia ved Porta Maggiore og sluttede på den sydlige side af Celiohøjen i en struktur kaldet Aqueductium. Aqueductium fordelte vandet via ledninger til reservoirer bag nymphaeum og til templets område.
Hieronymus hævder, at Marcus Aurelius blev født på Celiohøjen i 121 e.Kr.
I det 4. århundrede stod rige domus, omgivet af store parker, på højen, såsom dem, der tilhørte Symachi og Tetrici-familierne, såvel som domus Faustae, der måske tilhørte Konstantin I's hustru. Ejendommen tilhørende Annii, Domitia Lucilla Minor (mor til Marcus Aurelius) og Quintilii blev en del af Commodus' Domus Vectiliana.
Bygningerne på Celiohøjen blev hårdt beskadiget under Alarics plyndring af Rom i 410. Fra denne periode blev højen i stigende grad forladt og affolket.

### Middelalder
I det 6. århundrede var det en del af den II romerske kirkelige region på grund af dens nærhed til Lateranbasilikaen, i en sådan grad at "Laterano" ofte blev brugt til hele højen. Opførelsen af Patriarchium, som sandsynligvis daterer sig tilbage til det 6. århundrede, gav anledning til oprettelsen af forskellige tituli (de ældste steder for kristen tilbedelse, ofte i private huse) og xenodochia (centre for assistance og modtagelse af pilgrimme og syge).
Klostre – ofte omgivet af godser og haver – blev også grundlagt på højen, samt nogle tårne af adelsfamilier, hovedsageligt i det 10. og 11. århundrede. En ny ødelæggelse blev lidt med plyndringen af 1084.
Fra det 12. århundrede var det en del af Regio Montium, som endda strakte sig til Quirinalhøjen.

### Nyere historie
I dag er Celiohøjen inkluderet i en rione (administrativ opdeling i Rom), som bære samme navn, og fortsætter sin tradition for hjælp og assistance. Det er hjemsted for Policlinico Militare del Celio (et militærhospital), bygget efter et projekt af Salvatore Bianchi og Filippo Laccetti.

## Eksterne links
- Samuel Ball Platner, en topografisk ordbog over det gamle Rom : Celiohøjen

41°53′01″N 12°29′42″Ø / 41.8835875°N 12.49499234°Ø